# Mal
Pour les articles homonymes, voir MAL et Maux.

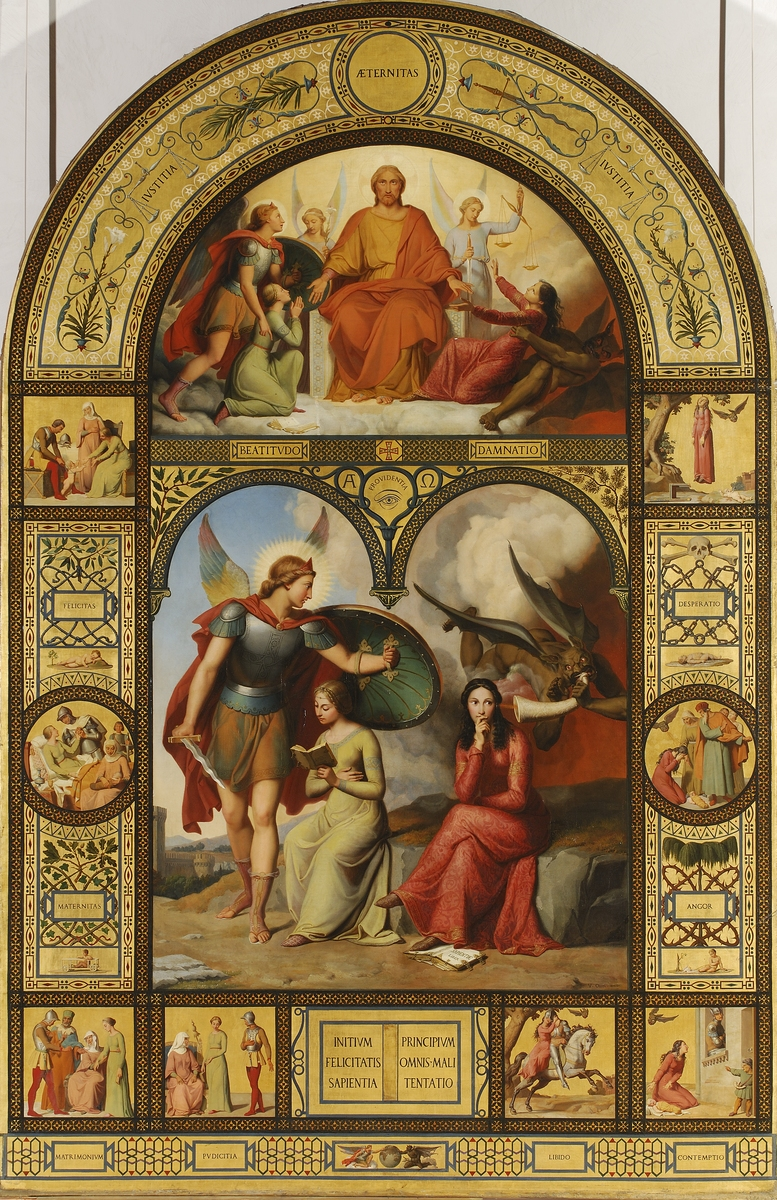
Le Bien et le Mal - Victor Orsel (B 376)

L'idée de mal est associée à tous les événements accidentels ou non, aux comportements ou aux états de fait jugés nuisibles, destructeurs ou immoraux, et qui sont sources de souffrances morales ou physiques. Négligée par l'Antiquité qui tient cette idée pour une opinion ou un sentiment dont il faudrait se délivrer, le mal est devenu un problème philosophique avec les doctrines dualistes — notamment Plotin — et l'apparition du monothéisme et du manichéisme, selon Olivier Abel.
Parmi les problèmes que l'existence du mal a suscités de tous temps, deux ont une importance particulière : la question de savoir ce qu'il est, et celle de savoir pourquoi il existe. Poser philosophiquement la question de l'existence du mal revient à se demander si le mal a ou non, un « être ». En effet comme le souligne Étienne Borne ,« Le propre du mal tient en ceci qu'il ne peut être nommé, pensé, vécu qu'en relation avec une certaine idée du bien ». Ces deux notions antagoniques sont à la fois « relatives », dépendant du temps et de la culture et « absolues » en ce que dans leur manière de se présenter aux hommes elles relèvent de l'« universel ». C'est ainsi que la plupart des sociétés valorisent l'amitié et l'amour et à l'inverse méprisent le meurtre et la cruauté.

## Questions et thèmes généraux
On doit à Gottfried Wilhelm Leibniz dans ses Essais de Théodicée, la distinction entre le mal métaphysique (imperfection nécessaire de la créature), le mal moral (le péché) et le mal physique (souffrance).

### L'être du mal

#### Existence
Afin de sauvegarder l'harmonie de l'ordre éternel et ne pas offusquer le regard des dieux, l'antiquité classique (c'est le cas d'Aristote), cantonne l'existence du mal dans le monde sublunaire des réalités matérielles et le nie dans les réalités éternelles .
On pense souvent que Dieu représente le bien, que l’homme créature de Dieu est imparfait d’où l’existence du mal.

#### Être ou non être?
La question de l'existence du mal dans un monde créé va devenir aiguë pour la cohérence théologique. « Si le monde est en effet l'œuvre d'un Dieu bon et tout puissant, quel statut assigner au mal ? » Pour tous les monothéismes le mal ne peut exister « en soi », car cela reviendrait à faire du Dieu créateur, l'auteur du mal. C'est Spinoza qui dans une lettre à un coreligionnaire expose le plus clairement cette « aporie ». Dans cette situation la philosophie n'offre plus comme prise ontologique au mal que le côté négatif de l'être « le non-être ». Pour sauvegarder la cohérence théologique, les premiers théologiens avancent que « le mal en fait n'est pas ; il n'a d'autre rang que celui de la « privation du bien », privatio boni comme disent les latins ; il est l'absence de ce qui devrait être ». Cette thèse sera adoptée et défendue dans l'ontologie médiévale avec la théorie des « transcendantaux ». L'entreprise de « déréalisation » du mal se poursuivra jusqu'à nos jours avec les héritiers du thomisme notamment chez Jacques Maritain.
Les crimes de masse du XXe siècle ont très naturellement conduit à reconsidérer cette thèse. Pour le philosophe allemand Martin Heidegger, le mal « n'est peut-être pas strictement circonscrit à ce qui n'est que moralement mauvais, ni non plus limité à n'être jamais qu'un défaut ou un manquement au sein de l'étant […] Le mal pourrait bien être plus intimement introduit au cœur de l'Être lui-même qu'il n'y paraît » écrit Gerard Guest.

### Le sens du mal
Qu'il soit dépourvu d'être dans la tradition classique ou qu'il soit nécessairement présent pour favoriser le plus grand bien dans la pensée moderne, l'expérience concrète du mal est toutefois porteuse de sens. La question du sens du mal et de la souffrance a tout d'abord tourné sur un plan historique autour de « Comment justifier Dieu de la présence du mal dans le monde ». L'échec spéculatif de cette justification n'interrompt pas l'interrogation sur le scandale du mal. À noter aussi, au début du XXe siècle, l'existence d'un fort courant littéraire et mystique autour de la question du mal chez certains auteurs catholiques Paul Claudel , Bernanos, Léon Bloy qui visent à ré-insérer l'existence du mal dans le plan divin.

#### La complexité du phénomène
En principe, tout le monde s'accorde à peu près. Toutes les religions, toutes les législations ont les mêmes interdits fondamentaux : tuer, méchanceté, perversion, orgueil, mutiler (hormis à titre rituel) ou faire souffrir, mentir, etc. Le Décalogue, avec ses « Tables de la Loi », est l'exemple type de ces interdits fondamentaux visant à réduire le mal dans l'humanité. Ces interdits, suivant les religions considérées, s'appliquent soit uniquement aux membres de la même religion, soit à toute l'humanité.

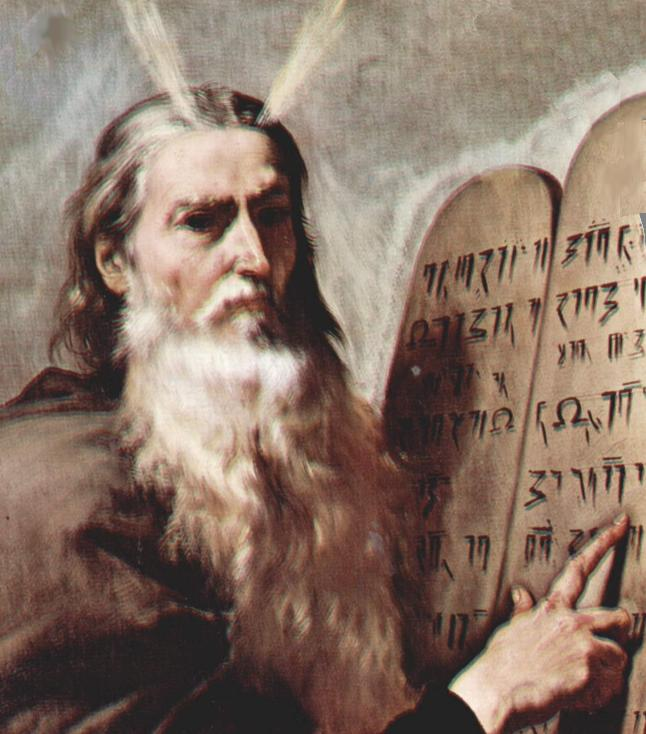
Moïse portant les Tables de la Loi (José de Ribera, 1638)

En pratique, certaines situations amènent pourtant à s'interroger : ne faut-il pas parfois admettre et même faire un mal, dans une conception utilitariste, pour éviter un mal plus grand ? Un meurtre pour éviter une guerre ? Une guerre pour éviter un génocide ? Une torture pour éviter un attentat ? 

« Un bien présent peut être la source d'un grand mal ; un mal, la source d'un grand bien. »

— Denis Diderot, Éloge de Richardson (1762)
À cela s'ajoute la difficulté de définir la moralité, certaines actions et certains comportements n'entraînant pas de souffrance, comme l'homosexualité et l'avarice, ils sont pourtant souvent jugés immoraux, et donc rattachés au mal, par certains. Les réponses divergentes montrent qu'il n'est pas facile de bien définir le mal. Pour reprendre une idée émise par Louis de Bonald : il est parfois moins malaisé de faire son devoir que de le connaître.
Indépendamment de la croyance en l’existence de Dieu, on peut parler de l’existence du mal en justifiant cela par la nécessité de faire un contraste entre le mal et son contraire. 

« La question du bien et du mal demeure un chaos indébrouillable pour ceux qui cherchent de bonne foi ; c'est un jeu d'esprit pour ceux qui disputent : ils sont des forçats qui jouent avec leurs chaînes. »

— Voltaire, Dictionnaire philosophique (1767).
 Parce que notre durée de vie est limitée et que nos possibilités d'action sont finies, nos choix ont un sens. La fin donne la valeur à nos choix qui, sinon, se trouveraient sans cesse remis en question sans jamais avoir de conséquences véritables puisqu'ils seraient amenés à se diluer dans l'éternité.

#### La justification du mal métaphysique à travers le débat Bayle/Leibniz
Lorsque l'on rapporte le mal à la totalité du monde, nous enseigne Leibniz, on s'aperçoit que Dieu a choisi le « meilleur des mondes possibles », en choisissant celui qui comporte le maximum de perfection et le minimum de défauts. Si les hommes pouvaient percevoir l'harmonie du Tout, ils verraient qu'il y a sur cette terre plus de bien que de mal. Leibniz, en réduisant le mal physique au mal moral, affirme en outre que l'homme souffre parce qu'il est coupable, et montre que l'un et l'autre tiennent à la finitude et à l'imperfection de la créature. À l'inverse Pierre Bayle ne pense pas que dans son « meilleur des mondes possibles », l'individu puisse être consolé de sa misère en apprenant qu'il y a un point de vue sous lequel tout est heureux. Pour lui rien ne permet de résoudre l'énigme absurde du mal, le mal ne saurait être expliqué, justifié.

#### L'absurdité du mal
Déjà Paul disait (dans Rom.7,19), « le bien que je veux je ne le fais pas, et le mal que je ne veux pas je le fais ». Les hommes ont cherché à faire face à cette absurdité en imaginant l'origine du mal à travers de multiples métaphores, combat primordial, péché originel, suivie d'une longue déchéance à partir d'un lieu mythique et idyllique, un « paradis perdu », ou alors à l'inverse par un récit marqué par l'Aufklärung, qui perçoit l'histoire de l'humanité marquée par l'émancipation de la raison qui développerait les dispositions au bien.
Le mal qui implique la souffrance ne peut pas être ramené à un expédient permettant d'engendrer un plus grand bien, si bien qu'on devra avec Gabriel Marcel « admettre qu'il n'y a pas exactement un problème du mal, qui impliquerait la possibilité d'une solution, mais un mystère du mal ». Par différentes stratégies, les cultures tentent de se défendre contre un mal insensé qui met en question l’ordre qu’elles instituent.

#### La banalité du mal
Hannah Arendt a montré à l'occasion du procès d'Eichmann dans son livre Eichmann à Jérusalem, « comment tel système ou telle institution immunise ses membres contre la réalité de ce qui est commis et contre l'inhumanité de ses codes, et les rend complices de leur oppression mutuelle ».

### La culpabilité, la responsabilité et la punition

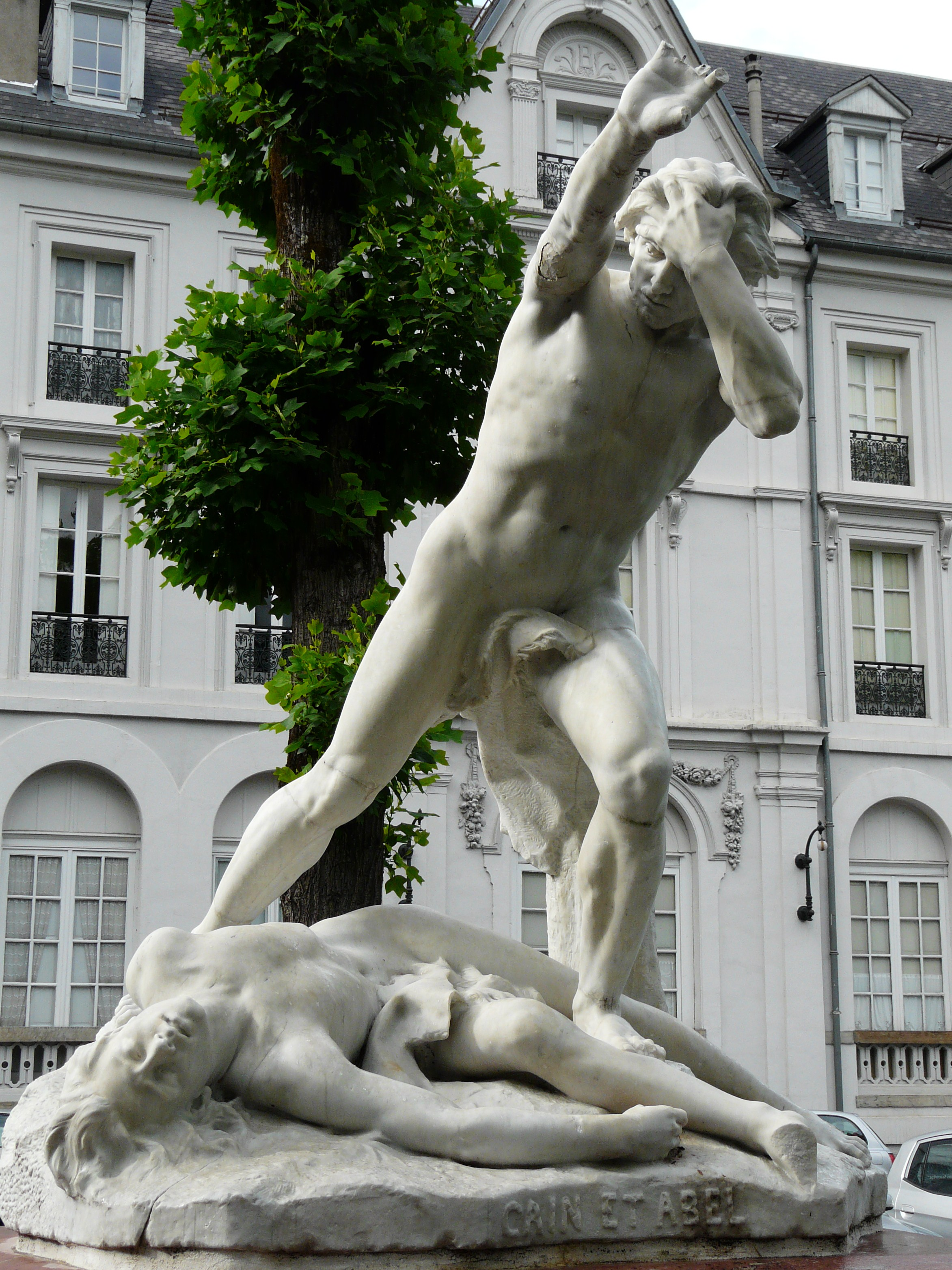
Bagnères-de-Luchon statue Caïn et Abel (2)

Le concept de mal moral dégagé par Leibniz concerne le domaine de l'action; il présuppose que le mal n'a pas de statut ontique, n'est pas un étant, contrairement aux vues du manichéisme, et qu'il se situe tout entier dans l'ordre de l'événement et de la responsabilité humaine. Le mal a deux aspects, il peut être actif ou passif, péché ou souffrance.
Sur le sujet de la culpabilité, à la fois individuelle et collective, imaginaire ou réelle, normale ou pathologique, consciente ou inconsciente, l'Encyclopédie en expose en un long chapitre la complexité et l'ambivalence.
Au temps de la Bible, la responsabilité et la culpabilité étaient aisées à déterminer. Ce n'est plus le cas aujourd'hui dans une société moderne complexe, massifiée et étroitement structurée . « On ne peut plus considérer que le mal est une petite affaire personnelle et privée, comme si les humiliations et les misères dues à un ordre injuste, échappaient à toute recherche de responsabilité ontique ». La difficulté s'accroît du fait de ce sentiment tragique que les conséquences de nos actions nous échappent et que souvent « l'enfer est pavé de bonnes intentions ». Il s'agit de constater que le nouvel ordre du monde accroît le tragique de notre situation, en raison des conséquences possibles d'un petit acte irréfléchi, de l'existence de conflits entre des responsabilités contradictoires et de l'aveuglement criminel des nouveaux fanatismes.
Gunther Anders est le philosophe qui, dans le monde contemporain, a mis le plus l'accent sur le décalage entre l'acte et le sentiment que l'on en a. Face à l'énorme accroissement de la puissance technique et à l'énormité de ses conséquences possibles « les capacités humaines d’éprouver, de ressentir et d’imaginer sont anthropologiquement restreintes, frappées comme d’une irrémédiable finitude ». Ce décalage entre les conséquences prévisibles de nos actes et le sentiment que l'on en a, autorise ce que Gunther Anders appelle des massacres sans haine, qu'il considère comme un pas supplémentaire sur la voie de notre déshumanisation.

## Perspectives philosophiques
Zoroastre, le fondateur du Zoroastrisme, ancienne religion Perse, ayant pris conscience de l'unité de la personne divine, s'est trouvé contraint d'expliquer comment la création d'un être parfait pouvait être imparfaite, ce que l'on peut considérer comme la première occurrence de la question du mal. En se basant sur l'ancienne mythologie iranienne d'un dieu bon lié à l'ordre du monde, Ahura Mazdâ ou Ohrmazd, et d'un dieu mauvais lié au désordre du monde, Angra Manyu ou Ahriman, il suppose en philosophe l'existence de deux causes primordiales inhérentes à l'homme et à Dieu lui-même. Plus tard, les docteurs mazdéens constituent une vraie religion dualiste en confondant la théologie et la philosophie de leur prophète.

### Antiquité grecque

#### Présocratiques
Le problème du mal s'est posé dès la naissance de la philosophie : 
1. Héraclite évoque le châtiment qui serait celui du soleil s'il violait les lois de la nécessité. On peut entendre par là que le fait de dépasser les bornes de sa nature (et donc de la raison, du logos, selon Héraclite) est une injustice et une faute morale ;
2. Un des textes des Présocratiques les plus célèbres sur le mal est ce fragment d'Anaximandre :

« ἐξ ὧν δὲ ἡ γένεσίς ἐστι τοῖς οὖσι͵ καὶ τὴν φθορὰν εἰς ταῦτα γίνεσθαι κατὰ τὸ χρεών
 διδόναι γὰρ αὐτὰ δίκην καὶ τίσιν ἀλλήλοις τῆς ἀδικίας κατὰ τὴν τοῦ χρόνου τάξιν. »

— Anaximandre, Simplicius, Commentaire sur la physique d’Aristote.

« D'où les choses ont leur naissance, vers là aussi elles doivent sombrer en perdition, selon la nécessité ; car elles doivent expier et être jugées pour leur injustice, selon l'ordre du temps» ou «..selon la nécessité ; car ils se paient les uns aux autres châtiment et pénitence pour leur injustice. »

— Nietzsche, La philosophie à l'époque tragique des Grecs.
 Cette interprétation de la Diké  comme justice au sens moderne a été fortement contestée par Martin Heidegger (voir La Parole d'Anaximandre).

#### Platon et Aristote
Platon dans le Mythe d'Er montre que le choix de l'homme est assujetti à un relatif déterminisme. Une âme sachant ce qu'est le Bon et le Bien aura tendance à être attirée vers une vie vertueuse, tandis qu'une âme ayant mené une vie antérieure vicieuse sera davantage attirée vers le vice. Ce principe correspond à la thèse platonicienne selon laquelle « nul n'est méchant volontairement ». Si l'on commet le mal, c'est par ignorance de sa nature mauvaise ; si l'on connaissait cette nature, on n'y participerait pas et on préférerait s'adonner à la vertu. Aristote, qui paraît rejeter cette thèse, finit par y revenir dans sa théorie du syllogisme pratique aux livres VI et VII de l’Éthique à Nicomaque.

#### Autres

##### Stoïcisme
Pour les Stoïciens la fin de toute vie, le telos , consiste à vivre conformément à la nature, c'est-à-dire d'une vie vertueuse en se soumettant à ses lois. D'où l'importance de la distinction entre ce qui dépend de nous et ce qui ne dépend pas de nous, distinction qui a entraîné, à la fois, la formation du mythe du Sage stoïcien et aussi l'accusation d'indifférence à la souffrance. 
« Supportez courageusement ; c'est par là que vous surpassez Dieu. Dieu est placé hors de l'atteinte des maux, vous, au-dessus d'eux. »
. « La soumission à la loi naturelle portait en elle un principe d'égalité entre les hommes en tant qu'agents moraux autonomes […] et le véhicule d'un ordre de la moralité plus fondamental que telle ou telle organisation sociale et qui pouvait servir à la critiquer ».

##### Plotin
Selon Émile Bréhier, au long de sa vie Plotin (205 - 270 apr. J.-C.), philosophe gréco-romain de l'Antiquité tardive, soutint deux thèses contradictoires quant à l'origine du Mal. Dans une première thèse, le mal s'identifie à la matière et la chose sensible, reflet dans le reflet, auquel on pourra échapper en revenant aux réalités (du monde intelligible). La négation de l'être, c'est la matière. Comme Platon, Plotin admet un non-être relatif. La matière est l'illimité, elle s'identifie au mal, complète absence de bien, de raison, de beauté. 
« Reste donc, s'il est vrai que le mal existe, qu'il existe parmi les non-êtres, comme s'il était une sorte de forme du non-être, et qu'il se rapporte à ce qui est mêlé de non-être, ou qui y participe de quelque façon que ce soit. le non-être n'est cependant pas ici le non-être total, mais seulement ce qui est autre que l'être... On peut déjà arriver à se représenter le mal comme l'absence de mesure par rapport à la mesure, comme ce qui est illimité par rapport à la limite, comme ce qui est dépourvu de forme par rapport à ce qui produit la forme, comme ce qui est toujours en manque par rapport à ce qui se suffit à soi-même, toujours indéfini, jamais stable, soumis à toutes sortes d'affections, insatiable, totale indigence... La matière n'a absolument aucune part au bien, elle en est la privation. »
 Dans une seconde thèse on voit le Logos, jouant l'harmonie du Tout, qui affecte à chaque être une place et un rôle qui le font convenir avec l'harmonie du Tout; ce qui est un mal pour lui peut être un Bien pour l'univers.
« Chaque partie ne se suffit pas à elle-même ; il lui faut une autre partie pour se conserver, et elle est l'ennemie de celle qui la conserve... Si cet univers n'est pas, comme le monde intelligible, intelligence et raison, il participe à l'une et à l'autre. Il a besoin d'harmonie, parce que l'intelligence concourt en lui avec la nécessité ; la nécessité l'attire vers le mal et le fait échapper à la raison, parce qu'elle est elle-même dénuée de raison. »

##### Épicurisme
Dans l'Épicurisme le plaisir est considéré comme le principe, άρχή , et la fin telos de la vie heureuse. Ni Dieu, ni la mort, ni la souffrance ne sont à craindre. « Le bien est facile à obtenir par une gestion avisée des désirs s'appliquant à satisfaire les désirs naturels et nécessaires, et se gardant de poursuivre des désirs illimités, sources de souffrance […] Si nous sommes délivrés d'une trop grande souffrance par la mort, le souvenir des bons moments entre amis nous aide à supporter nos maux » nous dit Épicure dans sa Lettre à Ménécée.

##### Gnosticisme
Au-delà des multiples formes qu'a pris le gnosticisme à travers les siècles et notamment en milieu chrétien, on peut relever les caractères communs suivants :
- Un facteur dualiste qui conduit à distinguer deux principes, un monde sensible dominé par des puissances mauvaises et par conséquent déprécié, et un monde spirituel.
- L'idée d'une connaissance privilégiée réservée aux élus et transmise par une tradition secrète
- Une spéculation de haute volée qui explore la plénitude du divin ou Plérôme.
- Un antijudaisme qui assimile le Dieu de la Bible au Démiurge.

Chez certains gnostiques, l'humanité se partage en trois catégories : les hommes charnels (hylique), psychiques, et spirituels et à cette seule catégorie le salut est promis

### Christianisme antique et médiéval

#### Augustin
La tradition augustinienne et thomiste a longtemps régné sans partage. Débarrassée du manichéisme, l'école « augustinienne » ne percevra plus le phénomène du mal qu'en termes de subversion et de privation. La théodicée de Saint Augustin s'exprime par le constat que l'homme s'est détourné de Dieu en commettant le péché. La notion du libre-arbitre a été développée par Saint Augustin pour qui Dieu a donné à l'homme le libre arbitre pour qu'il en fasse un bon usage. Étant libre, l'homme peut mal agir (contre la volonté divine), tomber dans le péché et être responsable de sa chute, doctrine qui avait pour but recherché de combattre le manichéisme. Pélage interpréta cette doctrine en faisant de cet homme responsable du Mal un être tout aussi responsable du Bien, ce que ne pouvait admettre Saint Augustin.
Ontologiquement tirée du néant, « la créature souffre toujours de cette marque indélébile »[réf. nécessaire]. Cette marque du néant transparaît dans l'inégalité des créatures, mais alors même que ces inégalités concourent à la beauté du tout, la créature la moins douée peut être dite souffrir d'une privation. Le mal n'est pas un principe en soi, comme le soutiennent les priscilliens et les manichéens, mais plutôt une absence de grâce et de bonnes œuvres. « Le mal local et apparent est condition du bien universel ».

#### Thomas d'Aquin
Pour résoudre la question de l'éventuelle responsabilité divine, Thomas dira que « Dieu a jugé meilleur de tirer parti du mal que de permettre l'existence d'aucun mal » et pour dégager sa responsabilité dans le « mal de coulpe », « on attribuera à l'homme le privilège d'être cause première » écrit Jean-Yves Lacoste.

### Philosophie moderne et contemporaine

#### Descartes
Descartes part du constat que les actions touchant à la morale ne se prêtent pas toujours à une délibération approfondie « l'urgence et la nécessité de l'action conduisent à relativiser les valeurs : Descartes propose ainsi une « morale par provision ». Il est moins important de connaître absolument le Bien que se donner les moyens d'agir, quitte  à s'appuyer sur la tradition . La légitimité peut alors s'appuyer sur les coutumes et les mœurs  qui ont pour elles la légitimité de l'expérience.
Descartes reprend la thèse platonicienne selon laquelle « nul ne fait le mal volontairement » : en effet, si cela peut être un bien pour la volonté d'aller à l'encontre de ce que lui présente l'entendement, cela ne l'est qu'en tant que la volonté considère que c'est un bien, par là, d'affirmer sa liberté (lettre à Mesland du 2 mai 1644). Le mal est donc à la fois la preuve de la liberté de la volonté humaine mais c'est aussi une simple négation, c'est-à-dire une preuve d'imperfection, à l'égard de Dieu; mais du point de vue humain cette négation est aussi une privation, c'est-à-dire une imperfection, non pas tant de sa nature (Descartes s'opposant ici à St Augustin), mais uniquement de ses actes (Les Principes de la philosophie, I, 29 à 42).

#### Spinoza
Pour Spinoza le mal n'existe que comme privation, il n'a en lui-même aucune teneur réelle. Encore précise-t-il le sentiment de privation est « le résultat d'une comparaison plus ou moins arbitraire d'un étant singulier avec la fiction de ce qu'il serait s'il était resté identique à lui-même ou bien s'il possédait toutes les perfections du genre dont il relève » écrit Pascal Dupond. Spinoza dans son style mathématique, à partir de ses principes de base, aborde la question du mal en la transformant immédiatement en une question concernant la détermination d'une chose comme bonne ou mauvaise, ceci dans la quatrième partie de son ouvrage l'Éthique intitulée De la servitude de l'homme.
Dans la proposition 68, Spinoza dit : « Si les hommes naissaient libres, ils ne formeraient aucun concept de chose bonne ou mauvaise aussi longtemps qu'ils seraient libres ». Un être libre est un être conduit par la raison qui, ne s'intéressant qu'à l'essence des choses, les perçoit selon leur nécessité ; il sait qu'une chose ne peut être ni bonne ni mauvaise en soi.
Les trois autres propositions suivantes, tirées du livre IV de l'Éthique pour compléter ce résumé de la position spinozienne :
- Proposition 8 « La connaissance du bon et du mauvais n'est rien d'autre que l'affection de la Joie ou de la Tristesse, en tant que nous en avons conscience ».
- Proposition 30 « Nulle chose ne peut être mauvaise par ce qu'elle a de commun avec notre nature, mais dans la mesure où elle est mauvaise pour nous, elle nous est contraire ».
- Proposition 64 « La connaissance d'un mal est une connaissance inadéquate ». Corollaire « Il suit de là que si  l'âme humaine n'avait que des idées adéquates, elle ne formerait aucune notion de chose mauvaise ».

Enfin Spinoza est conduit, dans la suite de ses principes de départ, à nier purement et simplement la possibilité du « libre arbitre ».

#### Kant
On peut qualifier les études de philosophie pratique menées par Kant d'éthique déontologique, en ce que la loi morale, telle qu'elle est découverte par la raison pure pratique, ne dérive aucunement de l'expérience empirique et s'impose à la conscience morale commune en tant qu’impératif catégorique. Le devoir ou obligation morale par lequel la loi morale se présente à nous, êtres raisonnables finis, ne considère donc pas l'action dans son enchaînement empirique de causes et de conséquences (principal souci d'une éthique conséquentialiste), mais l'acte moral en lui-même. « Cette obligation tire sa légitimité de la légitime contrainte que l'homme exerce sur ses penchants et exprime par là la possibilité de sa liberté ».

#### Schelling
En liaison avec ses recherches sur la liberté humaine, Schelling, revenant sur le plan métaphysique, pose la question de l'existence du Mal ainsi que de la place qu'il occupe au sein de son Système (Naturphilosophie). Selon l'interprétation qu'en donne Martin Heidegger « le Mal en tant que perversion de l'esprit humain, est la domination de la volonté propre se rendant maître de la volonté universelle ».

#### Nietzsche
Nietzsche se moque de toute morale qui prétend « juger l'action hors de la singularité réelle de ses conditions psychologiques, affectives, sociales, etc.à partir d'une distinction abstraite et largement imaginaire entre le bien et le mal ». La vertu chrétienne est une morale négatrice de la vie et des passions, fille du ressentiment.

#### Martin Heidegger

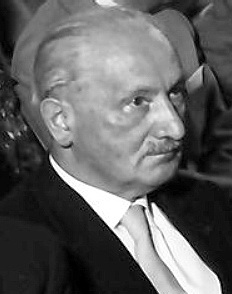
Heidegger en 1960.

Martin Heidegger intéresse l'historien du concept du mal à un double titre, en tant que promoteur de l'existentialisme et en tant que penseur de la modernité à travers la question de la « Technique »  et la perception d'un « danger en l'Être ».

##### Le promoteur de l'existentialisme
Dans Être et Temps, son œuvre majeure, on trouve la « culpabilité » et l'expérience de la faute. L'herméneutique de la facticité parle de la misère de l'homme. Le Dasein fait l'expérience de la déchéance, de l'angoisse, de la solitude et de la déshérence dans un monde qui ne lui offre aucun abri (c'est la  « Unheimlichkeit »). « L'homme ne peut tomber dans le mal que dans la méconnaissance de son être foncièrement débiteur, c'est à travers la claire vision de ce malaise et de son être foncièrement débiteur qui représente le prix à payer pour gagner l'« Authenticité de l'existence » die Eigentlichkeit  » écrit Henri Birault.

##### Le penseur de la technique et du danger en l'Être
Cette œuvre qui aborde successivement, la  « question de la technique », l'histoire de la métaphysique, l'avènement ou Ereignis , le nihilisme contemporain, l'empire de la Machenschaft, cette œuvre nous alerte, sur l'immense péril qu'encourt notre époque avec le triomphe de l'universelle calculabilité jusques et y compris sur l'homme, dont l'effet est de priver l'être humain de ce qui fait son humanité  nous dit Gérard Guest.
Martin Heidegger, penseur de la technique et du nihilisme, serait le premier penseur à avoir envisagé la possibilité d'un danger au sein même de l'Être, voire une certaine « malignité » (dissimulation du danger qui appartient à l'essence de la technique), source du mal, que toute la tradition aurait caché, dans le droit fil de la tradition chrétienne, dans une attitude inverse de la vision plus réaliste et tragique des grecs (voir les tragédies de Sophocle). Il suffit de penser au thème si prégnant de l'« outre-passement », de l'Hybris, du dépassement des bornes de la simple prudence, qui enclenche systématiquement la fureur des Érinyes vengeresses. 

« Mit dem Heilen zumal esrscheint in der Lichtung des Seins das Böse. Avec l'Indemne tout ensemble apparaît dans l'éclaircie de l'Être, le mal »

— Heidegger, Lettre sur L'humanisme, Aubier, page 156
 Le thème du « danger en l'Être » contre lequel l'homme oppose pour s'en protéger, sa contre-violence organisationnelle et sa science domine, nous dit Gérard Guest, la pensée des derniers traités,.
Nous pouvons détourner les yeux, mais nous dit Heidegger, l'épreuve de l'extrême péril à même l'expérience de l'être, ne nous sera pas épargnée, pensons au développement de la triple forme de la criminalité moderne telle que la criminalité bureaucratique avec Hannah Arendt et Pierre Legendre, la criminalité destinale avec Dominique Fourcade et son livre « En laisse » consacré à l'humiliation des prisonniers irakiens nous dit Hadrien France-Lanord, et on pourrait ajouter à la criminalité insouciante des fonctionnaires pilotes de drones.

### Pensée libérale

#### De la loi morale à la Justice
La notion de justice désigne à la fois la conformité de la rétribution avec le mérite et le respect de ce qui est conforme au droit d'autrui : elle est donc indissociablement morale et juridique. La justice comme vertu personnelle qui détermine l'action juste est un bien pour celui qui la possède en même temps qu'un bien qui appartient à autrui.
Leibniz se posait déjà le problème qui taraude la question de la Justice. « Comment le bien d'autrui peut-il être en même temps le nôtre ? Comment peut-il être une fin et non un moyen ? il ne peut l'être qu'en étant en lui-même agréable […] , mais désirer le bien d'autrui pour lui-même, n'est rien d'autre que l'aimer, en quoi est-ce Juste ? » s'interroge l'auteur de l'article Justice dans le Dictionnaire.
Justice et morale ne se recouvrent pas tout le temps. Ainsi dans l'Antiquité l'idée de Justice était parfaitement compatible avec un ordre parfaitement inégalitaire mais  accepté car relevant de la loi  naturelle. D'ailleurs l'idée stoïcienne de loi naturelle c'est-à-dire, l'idée d'un ordre moral  fixé par la nature et discerné par la raison a servi de référence, au débat sur la Justice pendant des siècles. Alors qu'au Moyen Âge  la Justice était essentiellement une vertu personnelle, aujourd'hui la Justice apparaît comme une vertu des institutions et de l'organisation sociale.

#### De la Justice aux Droits de l'homme
Avec les Temps modernes la conception « christiano-stoïcienne » de la loi naturelle  se transforma en une théorie des droits naturels qui autorisa les revendications morales à outrepasser les barrières sociales et qui constitua dès lors un ferment révolutionnaire. Une étape importante dans ce mouvement est représentée par la doctrine de « l'Utilitarisme » des pays anglophones, qui proclame qu'il n'y a qu'un seul principe moral, « la recherche du plus grand bonheur pour le plus grand nombre ». L'article premier de la Déclaration des droits de l'Homme et du citoyen de 1789 est dans cet esprit lorsqu'il édicte que « Les hommes naissent et demeurent libres et égaux en droits. Les distinctions sociales ne peuvent être fondées que sur l'utilité commune ». La déclaration et celles qui suivirent, notamment la déclaration universelle des Droits de l'Homme de 1948 restent muettes sur la façon de mettre en œuvre ces droits en pratique.

## Perspectives religieuses et morales
Question lancinante : comment justifier la présence du mal dans le monde ?

### Manichéisme
Outre la doctrine des deux principes que l'on trouve dans la Gnose, le Manichéisme, développe une doctrine dite des trois temps (antérieur, médian et final) et c'est dans le moment médian que nous vivons que règne la lutte entre le bien et le mal. Comme, selon les adeptes, il est impossible de triompher du mal, car le mal est indestructible. Le seul moyen d'être totalement dans le royaume de la lumière, c'est de fuir les ténèbres.

### Christianisme

#### Catholicisme
En théologie fondamentale, le catholicisme adopte d'instinct la position de l'Antiquité classique « en atténuant le statut ontologique de ce qui contrevient à l'ordre harmonieux des choses ». Aristote niait la réalité du mal et Plotin le cantonnait dans les réalités matérielles c'est-à-dire impactées de « non-être ». Si le mal « n'est » pas, Dieu ne peut en être la cause. La cohérence théologique l'imposant, cette question donna l'occasion à l'orthodoxie chrétienne de se séparer des influences gnostiques et du manichéisme. Désormais la « déréalisation » du mal devint une attitude constante chez les théologiens. Reprenant une thèse du théologien médiéval Thomas d'Aquin, Jacques Maritain interprétera « la faute comme initiative néantante de la volonté créée ».
Constatant qu'en dépit de tout, le mal existe, « la pensée moderne se dispense de se demander si cette existence est ou non dotée d'un être ». Selon Paul Ricœur on peut voir dans l'institution du « péché originel », qui est devenue « la pierre d'angle de l'anthropologie chrétienne », comme une tentative de rationalisation de l'existence du mal. Il ne va plus s'agir que de donner autant que faire se peut un sens humain à la souffrance, « la souffrance n'est pas l'expédient qui permet d'engendrer un plus grand bien ; elle apparaît comme la plus humaine des expériences en étant une expérience que Dieu connaît en son être ».

#### Pascal
Pascal est particulièrement sensible à la grandeur et à la misère de l'homme positionné entre « deux infinis ».
« Jamais on ne fait le mal si pleinement et si gaîment que quand on le fait par conscience ».

#### Luther et la Réforme
La Réforme a particulièrement accentué la radicalité du mal. Sa lecture des Écritures lui interdit d'éluder le problème du mal. La primauté accordée à la question du salut présuppose l'expérience de la perdition.
Malgré l'idée de la « non-substantialité »  du mal, qu'elle reçoit d'Augustin, la Réforme s'est donc évertuée à ce que l'horreur du mal n'en soit pas atténuée,. La Réforme reproche à la tradition médiévale de minimiser le mal et le péché et de ne pas distinguer suffisamment celui-ci du mal physique et du mal métaphysique de la finitude imparfaite. Elle trouve dans la Genèse de quoi étayer la preuve de la responsabilité humaine. Le protestantisme a mené un combat pour le libre examen  mais cette priorité accordée à la conscience personnelle a eu pour conséquence une certaine relativisation des normes morales.
Henri Blocher, note dans l'article dont il est l'auteur, que « La tradition protestante, comparativement à d'autres a davantage fondé son éthique sur une réduction du mal plutôt que la promotion du bien »

### Islam
L’Islam a une vision moins pessimiste de la nature humaine que le christianisme. A travers l'avertissement, l'orientation de Dieu et la pression communautaire, le musulman est insisté à adopter un comportement juste et vertueux.
À noter qu'une école de pensée, aujourd'hui disparue, le mutazilisme soutenait, que le bien et le mal ne peuvent être appréhendés qu’à travers l’exercice de la raison humaine. Face au problème du mal dans un monde où Dieu est omnipotent, ils mirent en avant le « libre arbitre » des êtres humains  et présentèrent le mal comme étant généré par les erreurs des actes de ceux-ci. Dieu ne fait pas le mal et demande aux hommes de ne pas le faire non plus. Si les actes maléfiques d'un homme provenait de la volonté de Dieu, alors la notion de punition perdrait son sens car l'homme suivrait la volonté divine quels que soient ses actes. Le mutazilisme s'opposait donc à la prédestination.

### Religions orientales

#### Bouddhisme
Le Bouddha n'oppose pas le bien et le mal mais ce qui est bon (pour), ce qui est profitable (kusala), à ce qui est mauvais (pour), non profitable (akusala) au domaine éthique, spirituel. Est mauvais, non profitable ce qui relève d'une intention issue des « trois poisons » (recherche du plaisir, aversion, égarement : lobha, dosa, moha) et ce qui entraîne des effets négatifs, l'absence d'états idéaux (fermeté, pureté, liberté, capacité à agir, calme). Ainsi, un acte profitable comme la méditation peut entraîner une conséquence non profitable comme la vanité.